# 藍水大橋
藍水大橋（英語：Blue Water Bridge）是跨越聖克萊爾河連接美國密歇根州曉倫港和加拿大安大略省薩尼亞市的兩條橋樑，東端駁上安大略402號省道，西端則駁上69號和94號州際公路。來回方向行車線各佔一橋：西行大橋為一座懸臂桁架橋，長1,883（6,178英尺），主橋跨長265（869英尺），1938年開通；東行大橋則為一座連續系桿拱橋，長1,862（6,109英尺），主橋跨長281（922英尺），1997年開通。
藍水大橋為美加邊境上第二繁忙的口岸，僅次於底特律-溫莎地區的大使橋。大橋在美國端由密芝根州運輸部管理，加拿大端則由加拿大藍水大橋公司管理。

## 歷史
美國國會和加拿大國會於1928年雙雙通過法案，批准興建一條連接曉倫港和薩尼亞的橋樑。然而，隨著經濟大蕭條展開，項目亦一再拖延。大橋終在1937年6月24日動土，1938年10月8日開幕，同月10日通車。大橋當時只得兩條行車線，來回方向各一線，並在橋側設有行人路。為了迎合更多車流，當局於1980年代拆除橋側行人路並加設第三條行車線，該線採調撥車道方式運作。
94號州際公路於1964年開通至藍水大橋，而隨著安大略402號省道於1982年全線開通至安大略401號省道，大橋交通更見繁忙。69號州際公路則於1984年開通至藍水大橋。
到了1992年，橋上車流已超越當初的設計上限，當局因此決定在固有的大橋旁興建第二座橋樑。新橋同樣有三條行車線，1995年4月12日動土，1996年11月合龍，1997年7月22日通車。舊橋隨即關閉以進行重修，期間新橋如舊橋般採三線雙程行車安排。舊橋於1999年11月13日復修完畢重開，自此只供西行交通行駛，而新橋則供東行交通行駛。

## 外部連結
- （英文）MDOT - Blue Water Bridge （页面存档备份，存于）－密芝根州運輸部網站 藍水大橋頁面
- （英文）（法文）Blue Water Bridge Canada / Pont Blue Water Canada－加拿大藍水大橋公司網站